# كاوا حسو
كاوا حسو (22 أغسطس 1984 بعامودا في غرب كوردستان - ) هو لاعب كرة قدم كوردي في مركز حراسة المرمى. شارك مع منتخب سوريا لكرة القدم. أما مع النوادي، فقد لعب مع نادي الجيش ونادي الطليعة ونادي زاخو.

## وصلات خارجية
- كاوا حسو على موقع قاعدة بيانات كرة القدم.إي يو (الإنجليزية)
- كاوا حسو على موقع ناشيونال فوتبول تيمز (الإنجليزية)
- كاوا حسو على موقع Soccerway.com (الإنجليزية)